# Андреев, Александр Александрович (художник)
Александр Александрович Андреев (8 апреля 1887, Старая Салынь, Орловская губерния — 1941, Ленинград) — русский и советский живописец, сценограф и педагог, член Ленинградского Союза художников. Муж скульптора Анны Андреевой-Петошиной.

## Биография
В 1903 в Одессе окончил реальное училище. С 1906 жил в Петербурге. Занимался живописью и рисунком в «Новой школе живописи» (1906—1910), в Высшем художественном училище при Академии художеств, в студии Д. Н. Кардовского (1910—1915). Участвовал в выставках с 1906 года. Член и экспонент различных художественных объединений, в том числе СОРАБИС (с 1919 года), АХРР (с 1922). С 1932 член Ленинградского Союза художников. Помимо живописи, в 1912—1917 годах много занимался сценографией. После революции активно участвовал в преобразовании художественной жизни, был членом Оргбюро Пролеткульта, избирался делегатом двух Всесоюзных культсъездов, членом Ленсовета двух созывов. В 1918—1921 преподавал в ПГСХУМ, в 1930—1932 в ИНПИИ. В 1930-е много работал в жанре тематической картины, участвуя в крупнейших выставках.
Жил в Ленинграде вместе с женой Анной Андреевой-Петошиной в доме Бецкого (Миллионная [в описываемое время Халтурина] улица, 1, кв. 44). Погиб в конце 1941 года во время блокады Ленинграда.
Произведения Андреева находятся в ГРМ, в музеях и частных собраниях в России и за рубежом.